# Mosdenia
Mosdenia és un gènere de plantes de la subfamília de les cloridòidies, família de les poàcies. És originari de Sud-àfrica. Fou descrita per la botànica sud-africana Sydney Margaret Stent a la publicació Bothalia 1(3): 170, t. 1. 1922.
El nom del gènere es refereix al lloc geogràfic Mosdene, a Transvaal.
CitologiaEl nombre de la base del cromosoma és de: 2n = 40.

## Taxonomia
- Mosdenia leptostachys (Ficalho i Hiern) Clayton 1971
- Mosdenia phleoides (Hack.) Stent	1927
- Mosdenia transvaalensis Stent	1928
- Mosdenia waterbergensis Stent[3]